# Max von Sydow
Carl Adolf "Max" von Sydow (Lund, 10. travnja 1929. – Marseille, 8. ožujka 2020.) bio je švedski glumac francuskog državljanstva. 
Rodio se 10. travnja 1929. u Lundu, Švedskoj. Obrazovanje je stekao u katedralnoj školi i na Kraljevskom dramskom kazalištu u Stockholmu. Prvi je brak imao s Kerstin Olin od 1951. do 1979., s kojom ima dvoje djece. U drugom braku s Catherine Brelet od 1997. je imao dvoje djece.
Glumio je u više od 130 filmova, uglavnom u sporednim ulogama na mnogim jezicima, uključujući švedski, norveški, engleski, talijanski, njemački, danski, francuski i španjolski. Von Sydow primio je brojne nagrade, uključujući nagradu za kulture švedske kraljevske zaklade.
Jedna od njegovih najupečatljivijih filmskih uloga je uloga viteza Antoniusa Bloka u "Sedmom pečatu" (1957.) To je prvi od njegovih jedanaest filmova s Ingmarom Bergmanom. Taj film sadrži kultne scene u kojima von Sydow kao vitez igra šah sa Smrću. Glumio je Isusa u filmu "Najveća priča ikad ispričana" (1965.); svećenika Lankestera u "Egzorcistu" (1973.); negativca Ernsta Blofelda Stavra u filmu o Jamesu Bondu „Nikad ne reci nikad" (1983.)
Nominiran je za dva Zlatna globusa, za Oscara za najboljeg glavnog glumca za ulogu u filmu "Pele osvajač" iz 1987. godine i za Oscara za najboljeg sporednog glumca za ulogu u filmu "Jako glasno i nevjerojatno blizu" iz 2011.